# Staatsleitung
Der Begriff Staatsleitung betrifft die Leiter eines Staates und wird heute vor allem in dem Begriffsinhalt verstanden, den ihm Ernst Friesenhahn gab:
„Die Staatsleitung aber steht Regierung und Parlament gewissermaßen zur gesamten Hand zu.“ (Hervorhebung im Original)
Zwar machte Friesenhahn diese Aussage in Bezug auf innerstaatliche Angelegenheiten, doch wird sie heute auch als hinsichtlich der auswärtigen Gewalt zutreffend angesehen.
Arnd Uhle nennt als „Merkmale der politischen Staatsleitung“ die „vorausschauend-planende Festlegung der Ziele und Aufgaben des Gemeinwesens, die richtungsweisende Gestaltung der staatlichen Verhältnisse, die frühzeitige Erkennung und Artikulation sich abzeichnender Problemlagen einschließlich der initiativen Ausarbeitung und Auswahl von Lösungen, die Abwehr von Krisen sowie das Einwirken auf die europäische und internationale Politik“.
Der Begriff Staatsleitung an sich ist aber schon älter und wurde bspw. 1932 von Johannes Heckel im Handbuch des Deutschen Staatsrechts verwandt, hat aber eine sehr viel länger zurückreichende Tradition.